# Baśniowy świat 5
Baśniowy świat 5 (Trzy małe świnki; Byczek Fernando), ang. Walt Disney’s Fables vol. 5 – Three Little Pigs; Ferdinand The Bull, 2004 – amerykański film animowany. Film pokazuje sześć niezapomnianych bajek Disneya: m.in. Trzej Myszkieterowie, Trzy Małe Świnki, Pisankowy świat, Zbaraniały lew i Byczek Fernando.

## Wersja polska
Wersja polska: Studio Sonica

Reżyseria: Marek Robaczewski, Jerzy Dominik

Dialogi: Joanna Serafińska, Barbara Robaczewska

Kierownictwo muzyczne: Marek Klimczuk, Agnieszka Piotrowska

Teksty piosenek: Marek Robaczewski

Wystąpili:
- Paweł Szczesny – Gruba Mysz
- Janusz Wituch – Chuda Mysz
- Łukasz Lewandowski – Mała Mysz
- Marek Robaczewski – Kot
- Tomasz Marzecki – Narrator
- Kajetan Lewandowski – Fernando
- Klaudiusz Kaufmann – Świnka 1
- Katarzyna Pysiak – Świnka 2
- Agnieszka Piotrowska – Świnka 3
- Andrzej Blumenfeld – Wilk

oraz
- Anna Ścigalska
- Jarosław Boberek – Kaczor Donald
- Jerzy Dominik
- Mieczysław Morański

i inni
Piosenki śpiewali:
- Pisankowy świat – Magdalena Gruziel, Anita Steciuk, Joanna Węgrzynowska
- Trzej myszkieterowie – Adam Krylik, Wojciech Socha, Tomasz Steciuk, Jakub Szydłowski
- Świnki trzy – Klaudiusz Kaufmann, Katarzyna Pysiak, Agnieszka Piotrowska